# Pókaszepetk
Pókaszepetk je vas na Madžarskem, ki upravno spada pod podregijo Zalaegerszegi Županije Zala.